# Gossip Girl (2021)
Gossip Girl és una sèrie de televisió web nord-americana de drama adolescent estrenada el 8 de juliol de 2021 a HBO Max. Es tracta d'una seqüela de la reeixida sèrie homònima del 2007. Creada per Josh Schwartz, Stephanie Savage i Joshua Safran, igual que la sèrie original, l'últim servirà com a showrunner.
Gossip Girl (2021) està ideada per presentar més contingut dedicat a adults que l'original a The CW, a causa dels estàndards relaxats del servei de streaming de HBO Max. A més, la sèrie serà més diversa que la del 2007, ja que, presentarà protagonistes de diverses ètnies i personatges LGBTQ+.
Pel que fa a la continuïtat, Joshua Safran va declarar que els personatges es trobèssin al mateix món que els de la sèrie original, és a dir, a la ciutat de Nova York. A més va dir, que en lloc d'una continuació directa de la història, s'hi farà referència lliurement. Tanmateix, la nova sèrie presenta un conjunt diferent d'adolescents des d'un punt de vista diferent. Safran va comparar això amb un univers compartit, similar al de l'Univers Marvel.

## Premissa
Nou anys després del final de la sèrie original, un nou elenc d'estudiants de Manhattan pren la iniciativa sota l'atenta mirada de Gossip Girl, un blog d'internet destinat a exposar els rumors dels alumnes que atenen a un institut de Nova York. Es demostra quant han canviat les xarxes socials i el paisatge novaiorquès en els darrers anys.

## Repartiment i personatges

### Principal
- Jordan Alexander com Julien Calloway, una influenciadora i model en ascens, és la principal creadora de tendències a Constance, i està acostumada a compartir la seva vida a les xarxes socials, però no tan acostumada que la seva vida privada estigui exposada.
- Whitney Peak com Zoya Lott, una nova estudiant d'art transferida des de Buffalo i la mitja germana de Julien.
- Eli Brown com a Otto "Obie" Bergmann IV, el nuvi perfecte de Julien, un activista polític i sociopolític que sent un fort sentiment de culpa per la seva immensa riquesa. S'estima més millorar Nova York a través del seu treball voluntari que anar a l'escena de la festa amb els seus amics més intel·ligents.
- Tavi Gevinson com a Kate Keller, una alegre i inspiradora professora d'anglès constantment sotmesa a les burles i intimidacions dels estudiants, principalment Monet i Luna. Però està disposada a canviar això de qualsevol manera, a qualsevol preu i caigui qui caigui.
- Thomas Doherty com a Maximus “Max” Wolfe, és el fill ric dels milionaris gais de l'Upper East Side. Max és l'hedonista del grup, un model pansexual; sigui el que sigui, ho ha fet.
- Emily Alyn Lind com Audrey Hope, la millor amiga de Julien, una filla afectuosa, la núvia d'Aki i filla d'una famosa dissenyadora. Audrey està acostumada a una vida perfecta on tot està sota control, però tot pot enderrocar-se tan ràpid com va ser construït. Sent una forta atracció per Max, igual que Aki, cosa que en definitiva posarà la seva relació en escac.
- Evan Mock com Akeno "Aki" Menzies, és un cinèfil al qual li encanta patinar, nuvi d'Audrey i bisexual en secret amb una forta atracció per Max, igual que Audrey.
- Johnathan Fernandez com a Nick Lott, el pare de Zoya.
- Adam Chanler-Berat com Jordan Glassberg, un dels mestres de Constance.
- Zion Moreno com Luna La, la millor amiga de Julien i Monet, és una estilista originària de Ciutat de Mèxic. Ella no segueix les tendències, les cregui. Viu sola a Nova York mentre els seus pares viatgen pel món fent pel·lícules.
- Savannah Lee Smith com a Monet de Haan, és una jove lesbiana i la més rica del seu grup d'amics, és la millor amiga de Julien i Luna. Ella governa l'escola Constance Billard St. Jude al costat de Julien i Luna amb mà de ferro, infonent por en estudiants i mestres per igual.
- Jason Gotay com Rafa Caparros, un dels mestres de Constance, el qual crida l'atenció de Max.
- Todd Almond com Gideon Wolfe, un dels pares de Max.
- Laura Benanti com a Kiki Hope, la mare d'Audrey.

La sèrie esta sota la narració de Kristen Bell com la veu de "Gossip Girl".

## Recurrent
- Luke Kirby com Davis Calloway, el pare de Julien.
- Donna Murphy com a Vivian Burton, la directora de Constance Billard.
- Elizabeth Lail com Lola Morgan, una artista i núvia en secret de Davis.
- Lyne Renée com a Helena Bergmann, la mare d'Obie.
- Megan Ferguson com Wendy, una de les mestres de Constace.

## Invitats
- Jeremy O. Harris com ell mateix.
- John Benjamin Hickey com a Roy Sachs, un dels pares de Max.
- Princess Nokia com ella mateixa.
- Azhy Robertson com Milo Sparks Humphrey, el fill de Georgina Sparks i fill legal de Dan Humphrey, qui es torna un aliat de Zoya.
- Yin Chang com Nelly Yuki
- Marc Shaiman com ell mateix.
- Billy Porter com ell mateix.

## Episodis
| Nº en serie | Nº en temps | Títol                                | Direcció          | Guió                           | Data de llançament original |
| ----------- | ----------- | ------------------------------------ | ----------------- | ------------------------------ | --------------------------- |
| 1           | 1           | «Just Another Girl on the MTA»       | Karena Evans      | Joshua Safran                  | 8 de juliol de 2021         |
| 2           | 2           | «She's Having a Maybe»               | Karena Evans      | April Blair                    | 15 de juliol de 2021        |
| 3           | 3           | «Lies Wide Shut»                     | Jennifer Lynch    | Lila Feinberg                  | 22 de juliol de 2021        |
| 4           | 4           | «Fire Walks with Z»                  | Jennifer Lynch    | Courtney Perdue y Baindu Saidu | 29 de juliol de 2021        |
| 5           | 5           | «Hope Sinks»                         | Pamela Romanowsky | Aaron Fullerton                | 5 de agost de 2021          |
| 6           | 6           | «Parentsite»                         | Pamela Romanowsky | Ashley Wigfield                | 12 de agosto de 2021        |
| 7           | 7           | «Once Upon a Time in the Upper West» | Joshua Safran     | Elaine Loh                     | 25 de novembre de 2021      |
| 8           | 8           | «Posts on a Scandal»                 | Kenny Leon        | Eric Edelstein                 | 25 de novembre de 2021      |
| 9           | 9           | «Blackberry Narcissus»               | Satya Bhabha      | Amos Mac                       | 25 de novembre de 2021      |
| 10          | 10          | «Final Cancellation»                 | Craig Johnson     | Ryan Koehn                     | 2 de desembre de 2021       |
| 11          | 11          | «You Can't Take It with Jules"»      | Erica Watson      | JaNeika James y JaSheika James | 2 de desembre de 2021       |
| 12          | 12          | «Gossip Gone, Girl»                  | Darren Grant      | Kelli Breslin                  | 2 de desembre de 2021       |

## Producció

### Desenvolupament
La producció d'una nova Gossip Girl per a HBO Max va ser encarregada el juliol del 2019 per WarnerMedia. Encara que al principi li va dir "reinici", Josh Schwartz va declarar que es tracta d'una continuació de la història original.

### Casting
El novembre de 2019, es va anunciar que Kristen Bell tornaria a narrar la veu de la blocera omniscient, Gossip Girl. Emily Alyn Lind, Whitney Peak, Eli Brown, Johnathan Fernández i Jason Gotey van ser confirmats com a membres de l'elenc el març de 2020. 18 Tavi Gevinson, Thomas Doherty, Adam Chanler-Berat i Zion Moreno van ser confirmats més tard aquest mes. 19 Mentre que a l'abril es va informar que Savannah Smith s'havia unit a l'elenc.

### Rodatge
El rodatge estava previst per iniciar el març de 2020. No obstant això, es va haver de suspendre la producció a causa de la pandèmia de COVID-19 i, com a resultat, la data de llançament es va endarrerir fins a 2021. A inicis de setembre, es va confirmar que el rodatge de la sèrie començaria a finals d'octubre a Nova York.